# ポートランド石
ポートランド石（Portland stone）は、イギリス南部のポートランド島産の灰白色の大理石である。イギリスの建築用石材として最も有名であり、輸出もされている。
石切場が海岸に位置しているため海上輸送に便利であり、古くはローマ帝国時代から採石が行われた。建築石材として人気が確立したのはセント・ポール大聖堂（1675年着工）の建て替えに採用されてからである。特にロンドンでは多くの主要建造物に使用されており、ポートランド石は「地場産」の石と認識されているほどである。

## 主な建築

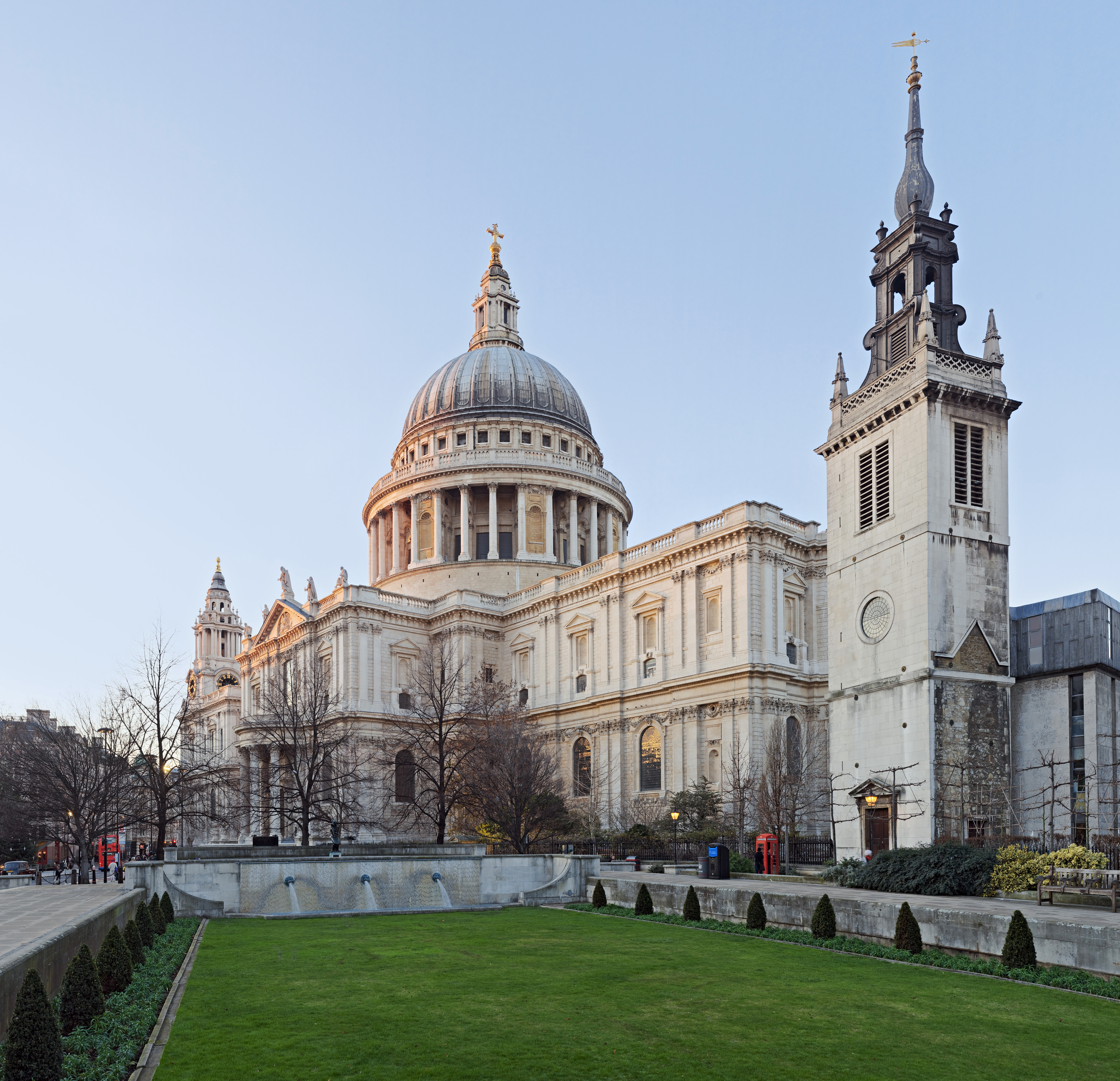
セント・ポール大聖堂
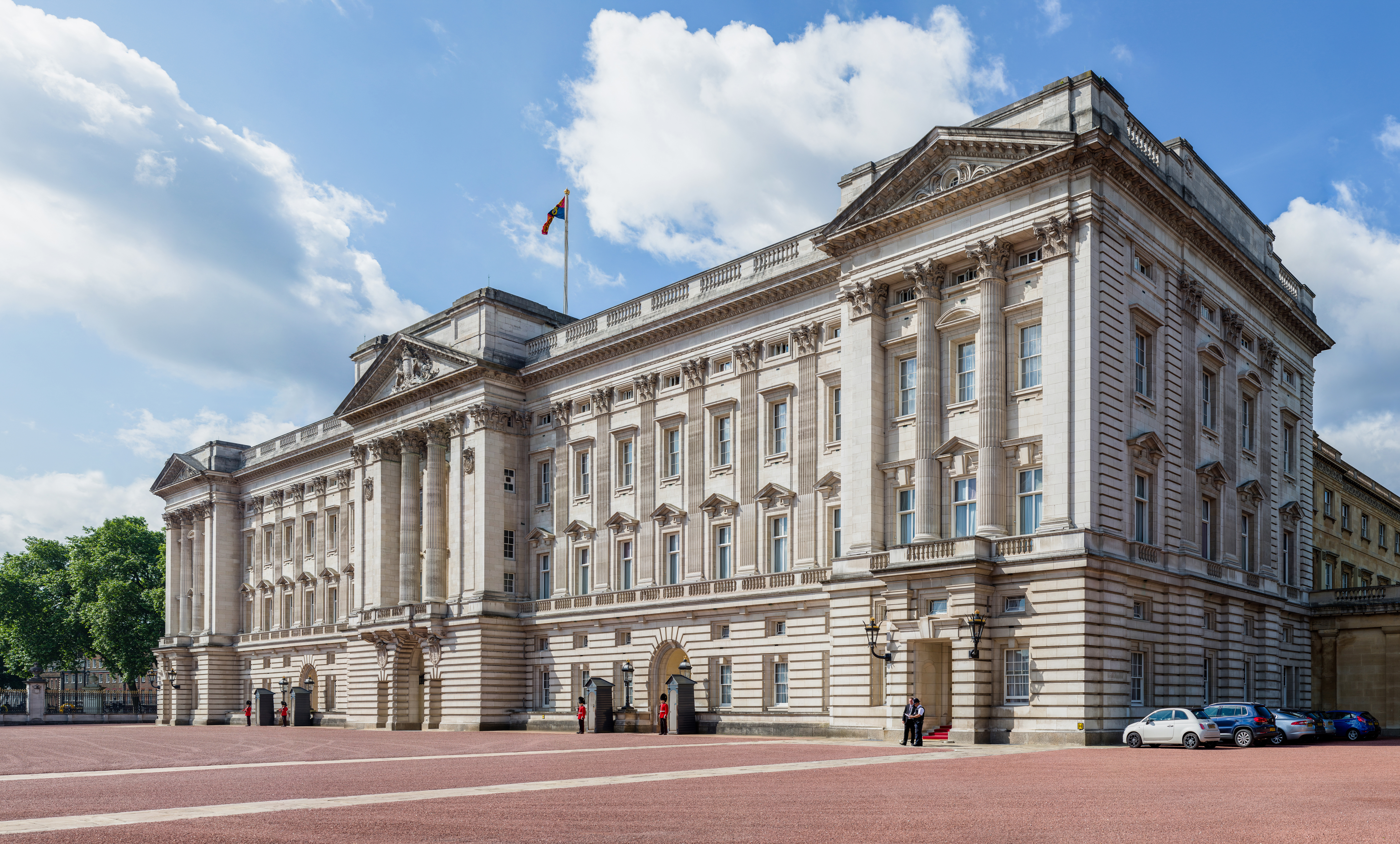
バッキンガム宮殿東面
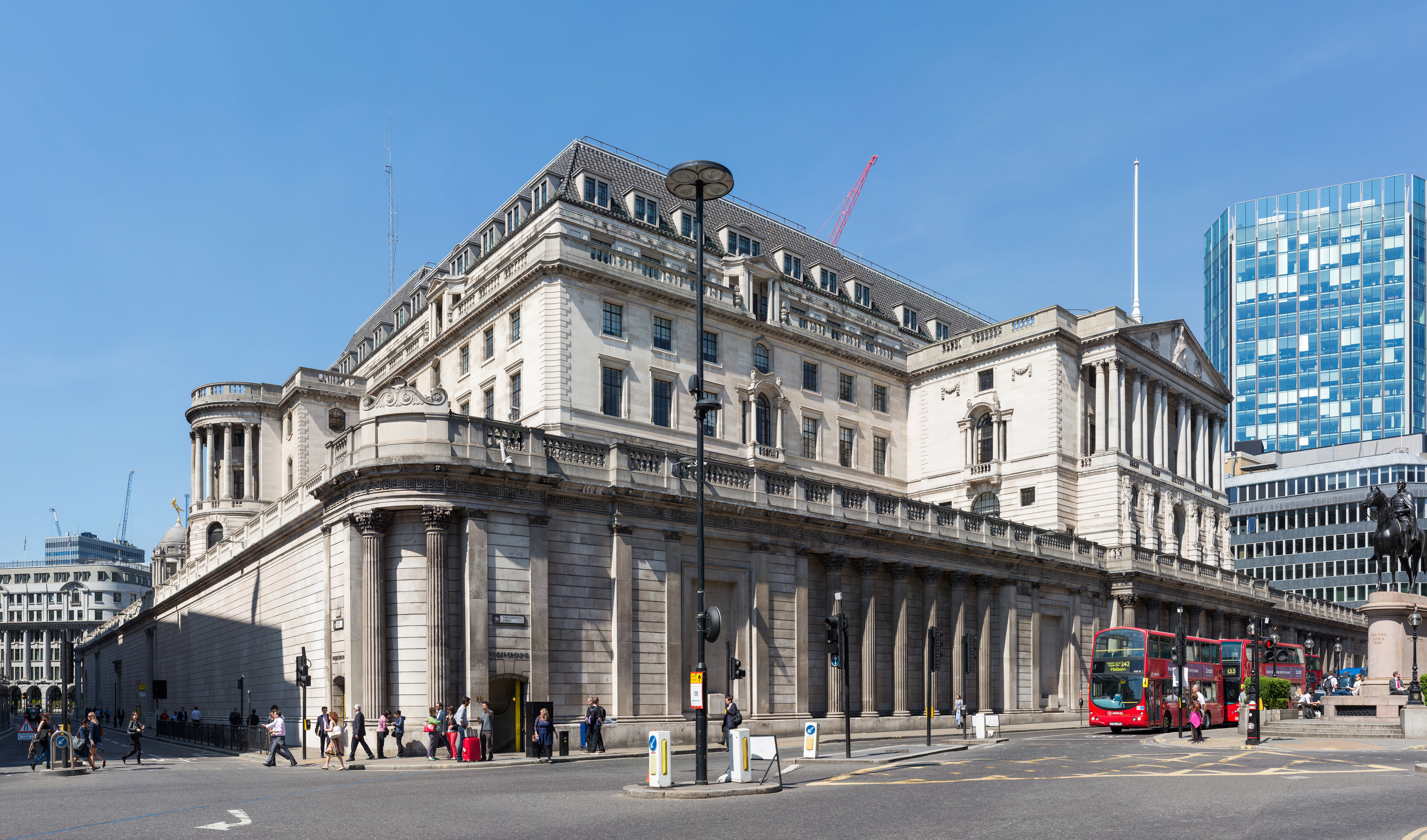
イングランド銀行
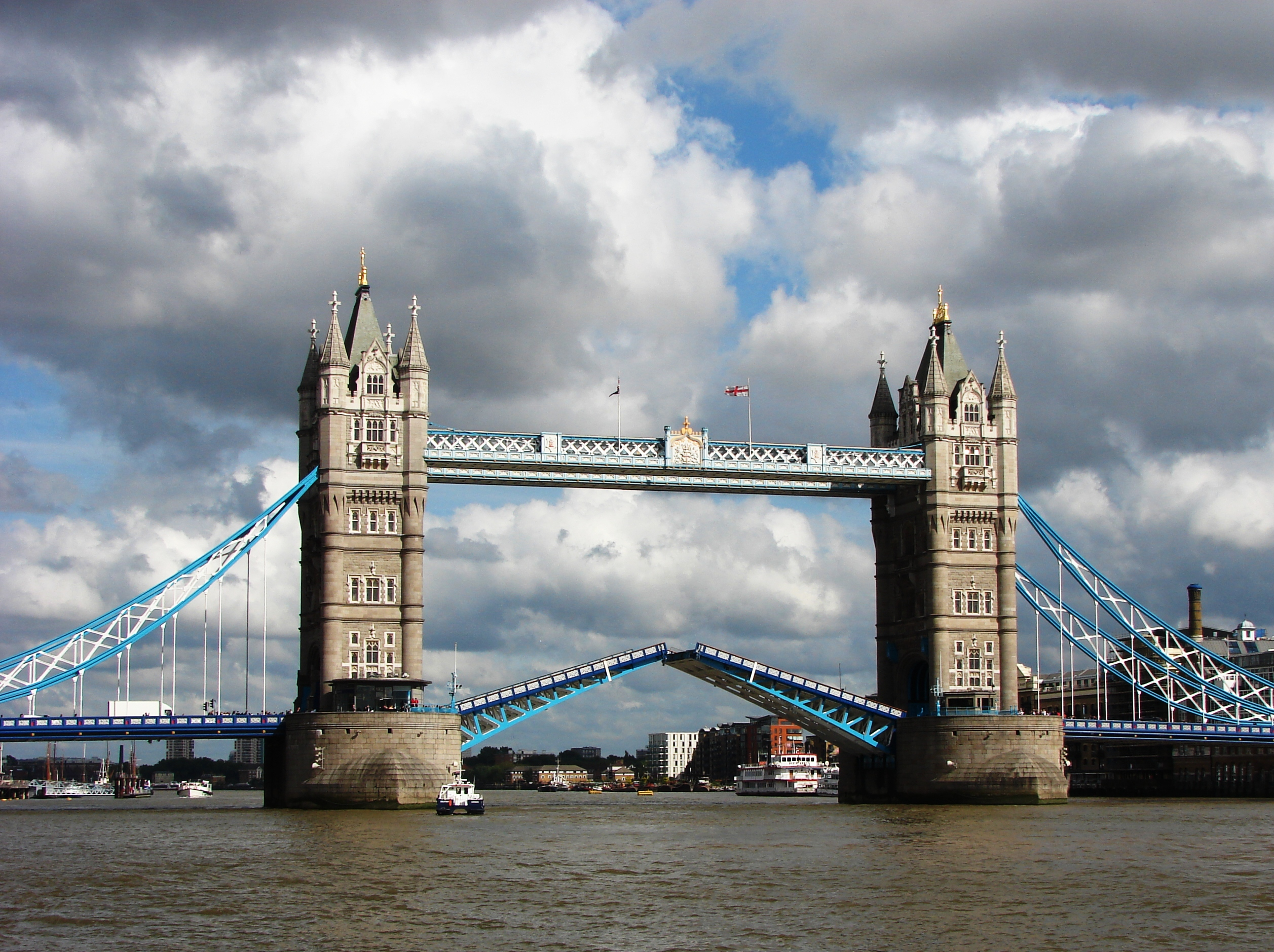
タワーブリッジ
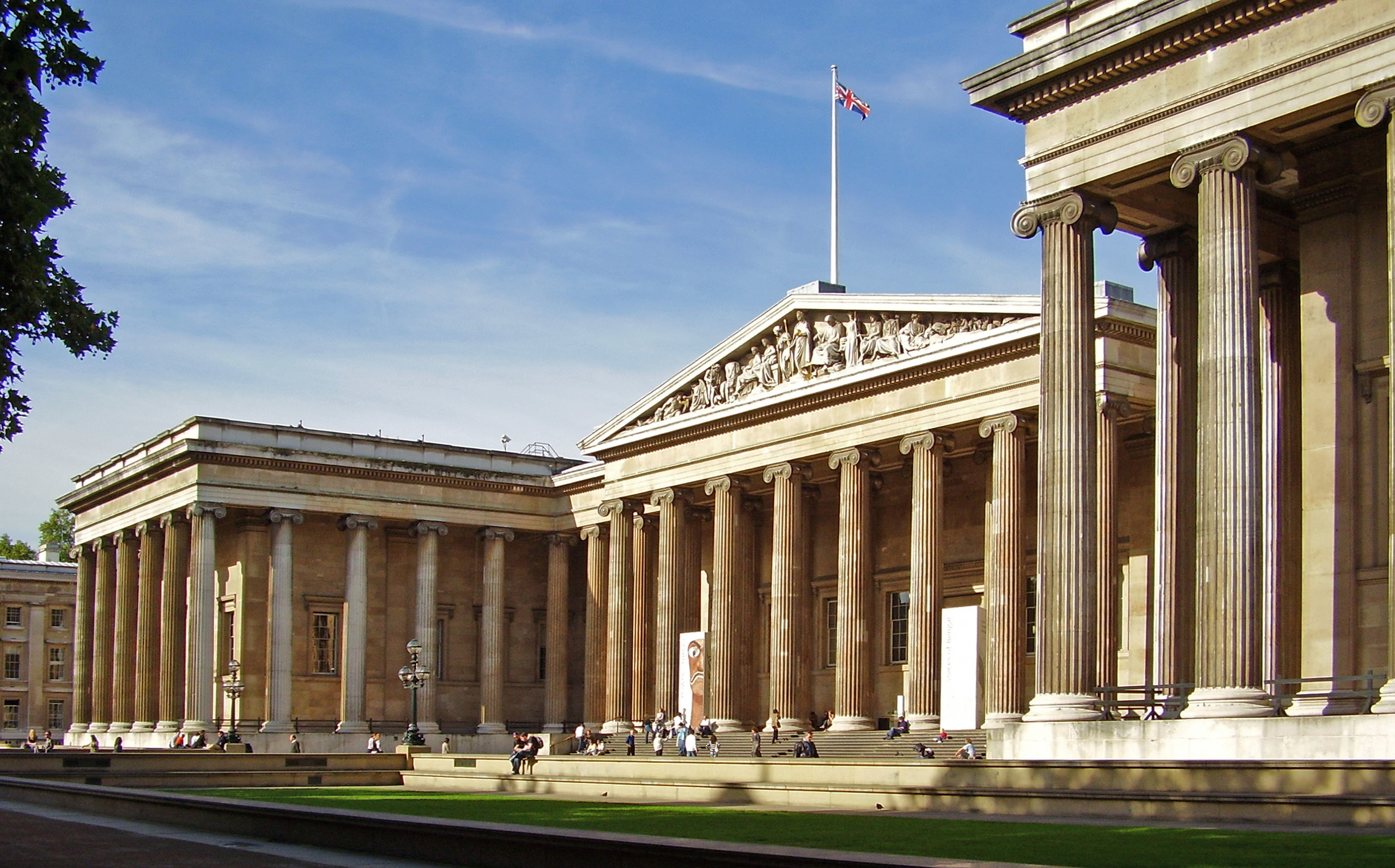
大英博物館
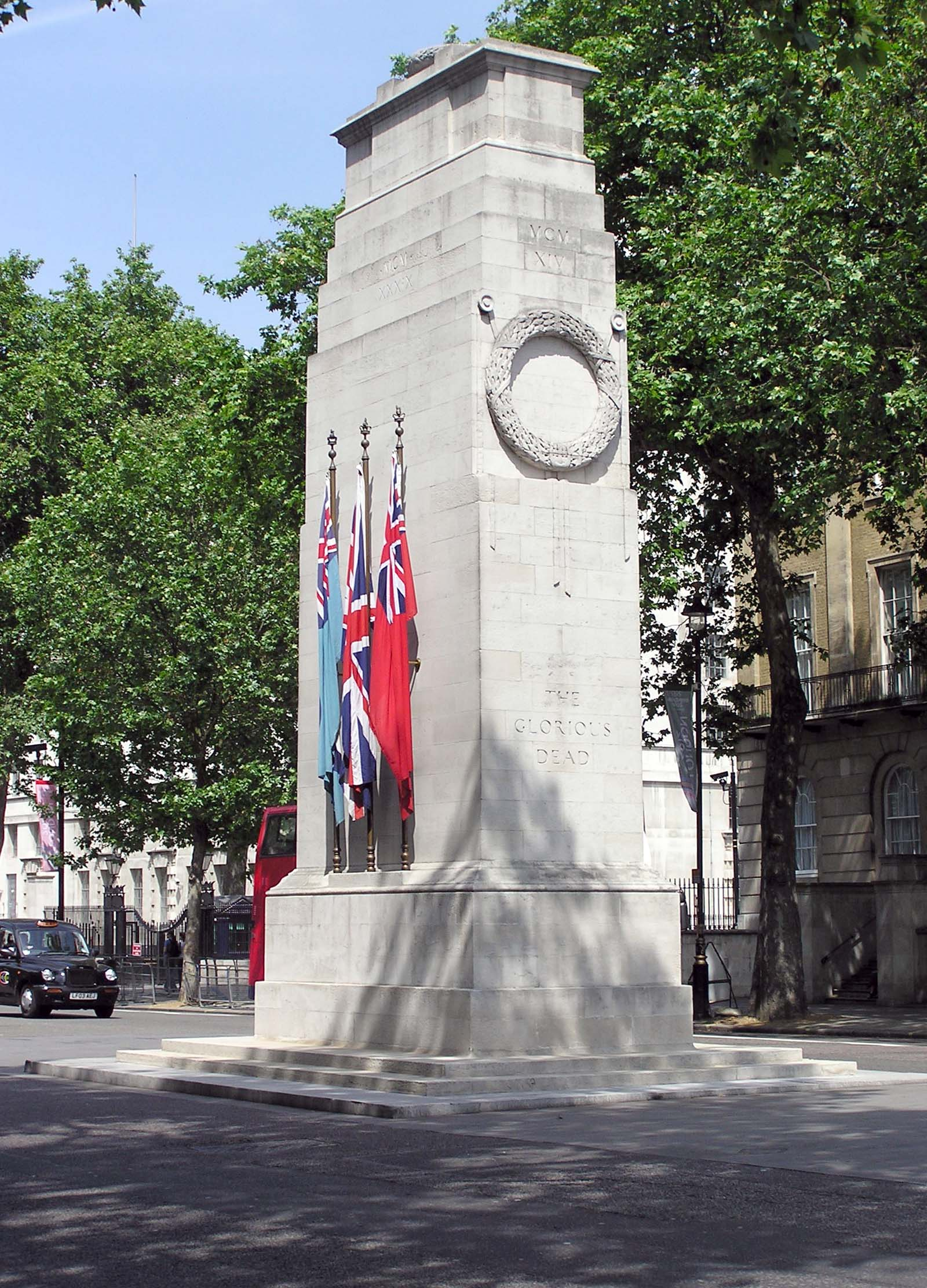
ザ・セノタフ